# Polyglyphanodontia
De Polyglyphanodontia, ook bekend als de Borioteiioidea, zijn een clade van uitgestorven hagedissen uit het Krijt die ongeveer een dozijn geslachten omvat. Polyglyphanodontia waren de dominante groep hagedissen in Noord-Amerika en Azië tijdens het Laat-Krijt. De meeste Polyglyphanodontia stammen uit het Laat-Krijt, hoewel de oudste soort Kuwajimalla kagaensis bekend is uit de Kuwajimaformatie uit het Vroeg-Krijt (Valanginien tot Hauterivien) van Japan. Het Zuid-Amerikaanse taxon Tijubina en mogelijk ook Olindalacerta zou ook binnen Polyglyphanodontia kunnen vallen of nauw gelieerd zijn aan de groep, maar als dat zo is, zouden ze twee van de slechts drie voorbeelden uit Gondwana zijn van een anderszins Lauraziatische clade (de derde en de enige ondubbelzinnig zijnde Bicuspidon hogreli uit de Kem Kem-bedden van Marokko). 
Ze brachten een opmerkelijke reeks vormen voort. Chamopsiiden, waaronder Chamops, worden gekenmerkt door grote, stompe, plettende tanden en waren hoogstwaarschijnlijk omnivoren. Macrocephalosaurus uit de Gobi-woestijn was een gespecialiseerde herbivoor; hij werd ongeveer een meter lang en had veelhoekige, bladvormige tanden zoals die van moderne leguanen. Polyglyphanodon uit het Maastrichtien van Utah was een andere herbivoor, maar zijn tanden vormden een reeks dwarsbladen, vergelijkbaar met die van Trilophosaurus. Peneteius had opmerkelijke, veelhoekige tanden, vergelijkbaar met die van zoogdieren. 
De Polyglyphanodontia verschenen voor het eerst in het laatste deel van het Vroeg-Krijt in Noord-Amerika en stierven uit tijdens de Krijt-Paleogeen-massa-extinctie. Polyglyphanodontiërs leken sterk op de teiide hagedissen, en vermeende teiide hagedissen uit het Laat-Krijt bleken polyglyphanodontiden te zijn. De enige soort waarvan bekend is dat die het Krijt heeft overleefd was Chamops, die leefde tot in het vroege Ypresien (Vroeg-Eoceen).

## Classificatie
Een grootschalige fylogenetische analyse van squamaten uitgevoerd door Jack Lee Conrad in 2008 vond dat polyglyphanodontiërs (door Conrad Polyglyphanodontidae genoemd) nauw verwant waren aan teiide hagedissen. In de strikte consensusboom die in de analyse werd gevonden, maakten polyglyphanodontiden deel uit van een polytomie (onopgeloste evolutionaire verwantschap) met teiïden, gymnophthalmiden, Chamops en lacertiden; in de Adams-consensusboom waren polyglyphanodontiden de zustergroep van de teiiden. Sommige andere studies die een nauwe verwantschap tussen polyglyphanodontiërs en teiiden erkennen, gebruiken de naam Borioteiioidea in plaats van Polyglyphanodontia, hoewel Borioteiioidea alleen Noord-Amerikaanse polyglyphanodontiërs omvatten. 
Conrads analyse vond ook Sineoamphisbaena, een Krijthagedis die lijkt op de pootloze wormhagedissen, als lid van Polyglyphanodontidae. Aan de andere kant ontdekte een latere grootschalige fylogenetische analyse van fossiele en levende squamaten, gepubliceerd in 2012 door Gauthier et alii dat Polyglyphanodontia niet bijzonder nauw verwant waren aan de teiïden, maar eerder dat ze het zustertaxon waren van een clade gedeeld met de uitgestorven mariene Mosasauridae, met de naaste verwanten van deze en de belangrijkste hagedisgroep Scleroglossa. Omdat de eerste scleroglossiden in het Laat-Jura verschenen, moeten polyglyphanodontiërs ook in het Laat-Jura zijn ontstaan als deze fylogenie correct is. Polyglyphanodontiërs zijn echter beperkt tot het Krijt, wat betekent dat er een lange spooklijn ofwel verborgen ontwikkelingslijn kan bestaan. De primaire analyse van Gauthier et alii (2012) vond polyglyphanodontiërs en Sineoamphisbaena niet nauw verwant te zijn; de auteurs merkten echter op dat wanneer alle slangachtige squamaten en mosasauriërs uit de analyse worden verwijderd en gravende squamaten er vervolgens individueel aan worden toegevoegd, Sineoamphisbaena wordt gegroepeerd met polyglyphanodontiërs. Gauthier et alii (2012) achtten het mogelijk dat Sineoamphisbaena een gravende polyglyphanodontiër was. Daaropvolgende analyses hierop gebaseerd hebben Sineoamphisbaenia ook als een polyglyphanodontiër ondersteund (de gecombineerde moleculaire en morfologische analyse van Müller et alii; in de morfologie alleen analyses uitgevoerd door Wiens et alii maar niet hun gecombineerde moleculaire en morfologische analyses; en in de morfologie alleen analyses uitgevoerd door die nieuwe polyglyphanodontiërs uit Azië beschreven [Funuisaurus en Tianyusaurus]).
Een fylogenetische analyse uitgevoerd door Reeder et alii (2015) op basis van gecombineerde moleculaire en morfologische gegevens vond Polyglyphanodontia als leden van Toxicofera; in het bijzonder werd het gevonden als de zustergroep van Iguania. Lee (2009) analyseerde een gecombineerde moleculaire en morfologische dataset (gebaseerd op eerdere studies van Lee) en had ook polyglyphanodontiërs gevonden als het zustertaxon van leguanen, maar Lee's bevinding werd niet bevestigd door Reeder in 2015. Gecombineerde moleculaire en morfologische gegevensanalyses met behulp van de gegevens van Conrad vonden consequent polyglyphanodontiden als de zusters van teiïden.